# Decapant
Un decapant és un producte químic utilitzat a la indústria o per al bricolatge, i destinat a eliminar les capes primes de pintura, vernís i òxids.
Els suports poden ésser en fusta, plàstics i metalls diversos.
Per al bricolatge el decapant és un líquid o sota la forma d'un gel.
La formulació dels decapants utilitza diversos productes químics agressius (solvents com clorur de metilè, àcids i altres compostos químics).
La fórmula dels decapants conté dos dissolvents, un que actua en la capa més superficial (produint un aspecte rebregat) i un altre que actua en profunditat. La seva textura sol ser espessa, tipus gel, per a facilitar la seva aplicació en superfícies verticals i evitar que caiguin gotes
L'hidròxid sòdic (sosa càustica) també és un decapant.